# 中村繪里子
中村繪里子（日语：／ Nakamura Eriko，1981年11月19日—），是日本的女性聲優、舞台劇演員、歌手。出身自神奈川縣，隸屬於ARTSVISION。代表作有《偶像大師》（天海春香）、《宇宙戰艦大和號2199》（桐生美影）、《戀愛與選舉與巧克力》（住吉千里）、《架向星空之橋》（中津川初）等。

## 履歷
經由日本播音演技研究所培訓后，從屬於ARTSVISION。約19歲時，於初次參加的試音會中合格。這場試音會正是中村今後將要飾演其中角色天海春香長達十年以上的偶像大师系列企劃的遊戲試音會，但當時因為「原型企劃只需要不太紅的孩子參加就好了」、以及是為了社內競爭才提出的試音會企劃，所以當時企劃甚至尚未命名。企劃商業化時，中村曾有被替換的可能，但仍提出希望能夠繼續飾演天海春香。中村當時處於「總之就是害怕唱歌」的狀態，曾提出僅歌唱部分由別人擔任聲優的備選方案，但音樂團隊說「歌聲只要蘊含著力量就好」，於是中村得以再度獲選。
2012年10月，獲「2012」女性聲優獎第1名。
2014年10月，獲「2014」女性聲優獎第1名。
2014年10月，獲德岛县任命為德島動畫大使。
2019年11月19日，在本人38歲生日時於推特上宣佈結婚。

## 演出作品

### 電視動畫
2003年
- 蒲公英之戀（男學生）

2006年
- 死神的歌謠（佐和子）※第6話

2008年
- 銀魂（松子）※第110話

2009年
- 真·戀姬†無雙（袁術）

2010年
- 真·戀姬†無雙 ～少女大亂～（袁術）

2011年
- 偶像大師（天海春香、哈姆藏）
- 人家一點都不喜歡啦！（加藤春華）
- 我們沒有羽翼（少年鷹志）
- 便·當（茶髮）
- 架向星空之橋（中津川初）

2012年
- 戀愛與選舉與巧克力（住吉千里）

2013年
- 宇宙戰艦大和號2199（桐生美影）
- 魔奇少年（朵妮雅·穆斯塔西姆）
- Walkure Romanze 少女騎士物語（諾埃爾·穆利斯·阿斯科特）

2014年
- Lady 寶石寵物（愛麗絲）
- 普通女高中生要做當地偶像（伊勢見莉音）

2015年
- Concrete Revolutio～超人幻想～（風郎太）[12]

2016年
- 從前有座靈劍山（玲、美女）
- Concrete Revolutio～超人幻想～ THE LAST SONG（風郎太）

2017年
- 秋葉原之旅 -THE ANIMATION-（清井大臣）
- 從前有座靈劍山 通往睿智的資格（玲）

2018年
- POP TEAM EPIC（POP子〈第9話A段〉）
- 卡利古拉（米蕾）

2019年
- 八月的棒球甜心（掛橋桃子）

### OVA
2008年
- 偶像大師 為你而唱！ 原創動畫DVD（天海春香）

2010年
- （袁術）

2011年
- 人家一點都不喜歡啦！（加奈）
- 架向星空之橋（中津川初）

2012年
- 偶像大師 閃耀祭典（天海春香）

2017年
- 宇宙戰艦大和號2202 愛的戰士們（桐生美影）

### 劇場版動畫
2014年
- 偶像大師 劇場版 前往光輝的另一端！（天海春香、哈姆藏）
- 宇宙戰艦大和號2199 星巡的方舟（桐生美影）

2015年
- 音樂少女（音樂教師）

### 網路動畫
- 義呆利 Axis Powers（比利時）
- 迷你偶像大師（天海春香）

### 遊戲
2005年
- 偶像大師（天海春香、歌田音）

2006年
- Muv-Luv Alternative

2007年
- 偶像大師（Xbox 360版）（天海春香）

2008年
- 偶像大師 為你而唱！（天海春香）
- 鐵道娘DS〜Terminal Memory〜（釜石真名）

2009年
- 偶像大師SP（天海春香）
- 偶像大師 深情之星（天海春香、歌田音）
- eden*（淺井·F·拉維尼婭）

2011年
- 秋葉原之旅（北田舞那）

2012年
- 現在就想告訴哥哥，我是妹妹！（住吉千里）
- 戀愛與選舉與巧克力PORTABLE（住吉千里[13]）
- 嫁コレ（住吉千里）

2013年
- 偶像大師 灰姑娘女孩（天海春香）
- 偶像大師 百萬人演唱會！（天海春香、哈姆藏）
- 巴哈姆特之怒（帕梅拉）

2014年
- 偶像大師 全力以赴（天海春香）
- 穢翼的尤斯蒂婭 Angel's blessing（莉西婭·德·諾維斯·尤利）
- 相州戰神館學園 八命陣 天之刻（龍邊步美）
- HOLY BREAKER! -THE WITCH BETRAYED BLUE MOON WICCA-（安倍晴歌）
- 魔法★魔法（小森陽菜）

2015年
- 近月少女的礼仪 ～向陽的日子～（小仓朝日）

2016年
- 偶像大師 白金星光（天海春香）

2017年
- 偶像大師 百萬人演唱會！劇場時光（天海春香）
- 任性High-Spec（四月一日奏戀[14]）
- 戰艦少女R（昆西）

2018年
- 食之契約（紅茶、鯛魚燒、銅鑼燒）

2019年
- 八月的棒球甜心（掛橋桃子）

2020年
- 偶像大師 星耀季節（天海春香[15]）

### 廣播劇CD
2004年
- 小孩的領地 4 傳聞的真髄
- 流行之神 廣播劇CD「怪異事件檔案」

2005年
- 偶像大師 廣播劇CD Scene.01（天海春香）
- 小孩的領地 7 怪物君驚嚇
- 流行之神 「被詛咒的都市傳說」

2006年
- 偶像大師系列（天海春香）
  - Scene.02 - 06
  - NEW STAGE 01
- 廣播劇CD 少女愛上大姊姊 系列03〜Girl meets Cat〜

2007年
- 偶像大師系列（天海春香）
  - DRAMA NEW STAGE 02－03
  - MASTER ARTIST 02 高槻彌生

2008年
- 偶像大師系列（天海春香）
  - Eternal Prism 01
  - relations 第1卷限定版特典廣播劇CD「對決！偶像對戰俱樂部」
- 世界迷惑劇場 童話「人魚姬」（人魚姬）
- Tanakuma 5th！祝我生日快樂！（栃乙女）
- 廣播劇CD 惡黨美眉（魔法少女）

2009年
- 偶像大師 Eternal Prism 02－03（天海春香、高槻浩司※02後）
- （博麗靈夢）

2010年
- eden* 第1卷（ラヴィニア）
- 義呆利 廣播劇CD 幕間vol.2「親分CD」（比利時）
- 我和條子的700天戰爭 Part.3（和美）

2011年
- 廣播劇CD 穢翼的尤斯蒂婭 全6章（2011年－2012年、莉西婭·德·諾維斯·尤利）
- 廣播劇CD 迷你偶像大師 01、02（天海春香、春香）

2012年
- 偶像大師 No Make!（天海春香）
- Situation廣播劇CD 老師篇
- Walkure Romanze 少女騎士物語 廣播劇CD第1－3卷（2012年－2013年、諾埃爾·穆利斯·阿斯科特[16]）

2014年
- 偶像大師 全力以赴 初回限定版 特別廣播劇CD「前往765 Pro！頂尖偶像的工作觀摩」（天海春香）
- 尋因軼聞錄樁 廣播劇CD「狛犬的去向篇」（桔梗）
- 廣播劇CD YRA廣播大和號 Vol.4
- 普通女高中生要做當地偶像（伊勢見莉音）※單行本第3卷附贈廣播劇CD特裝版[17]

2015年
- 尊貴魔女※單行本第3卷～第6卷附贈廣播劇CD同梱版（黑田那佳）

2018年
- THE IDOLM@STER MILLION THE@TER GENERATION 07 （小P〈天海春香〉、首領瓦哈、閃耀契約）

### 音頻劇
- THE IDOLM@STER NO Make!（2011年，天海春香）
- THE IDOLM@STER No Make+!（2015年，天海春香）

### 電視節目
- 偶像大師10周年記念特別節目 MEMORIES OF IDOL WORLD!!（TOKYO MX、BS11：2015年12月26日）

### 網路電視
2003年
- ぷちリセ-Petit Lycee-（9月24日 -，itv24.com：中村繪里子、高橋智秋、佐久間紅美、吉住梢）

2004年
- アギュー（1月12日－，itv24.com：中村繪里子、今井麻美、おたっきい佐々木）
- PreStar（5月3日－，itv24.com：中村繪里子、今井麻美、MOS王子）

2006年
- Fun! KIDS SCHOOL!（萬代頻道：中村繪里子、高山哲平、花やしきアクターズスタジオの皆さん）

2008年
- 今井麻美、中村繪里子的自遊王國Net Chat Night（4月11日、7月11日，Stickam Japan!）
- ファンタジーアース ゼロ メルファリア ANNEX（MSN：8月16日－9月13日）

2014年
- 偶像大師年末特別節目「ゆくM@S くるM@S」（NICOMICO直播：12月29日）

2015年
- 偶像大師 盡情高歌＆灰姑娘女孩特集!876TV（NICOMICO直播、YouTube Live：12月7日）
- 偶像大師年末特別節目「ゆくM@S くるM@S 2015」（NICOMICO直播：12月29日）

2016年
- PS4「偶像大師（暫稱）」特別節目（NICOMICO直播：1月28日）
- 偶像大師廣播 特別最終回 Together with you!!（NICOMICO直播：2月20日）

### 舞台
- KOYA-MAP vol3「巧克力女孩」（Theater Sun-mall，2010年2月10日－14日） - 夏子
- 劇團麒麟食堂第7回公演 CM TIME 2（六本木俳優座劇場、2010年6月12日－20日） - 佐藤真理
- 巧克力女孩2 〜巧克力女孩VS紅豆女孩〜（2011年2月9日－14日，前進座劇場）

### 影像作品
- （Anitama SHOP特典DVD）

2006年
- THE IDOLM@STER MASTER MOVIE

2008年
- THE IDOLM@STER MASTER BOX IV（5月23日，附贈「Go to the NEXTSTAGE!! THE IDOLM@STER GREAT PARTY」的LIVE剪輯影像DVD）

2009年
- THE IDOLM@STER 4th ANNIVERSARY PARTY SPECIAL DREAM TOUR’S!!

2011年
- THE IDOLM@STER 5th ANNIVERSARY The world is all one !!
- THE IDOLM@STER 6th ANNIVERSARY SMILE SUMMER FESTIV@L!

2012年
- THE IDOLM@STER 7th ANNIVERSARY 765PRO ALLSTARS 跟大家一起！[18]
- 秋葉原聲優祭典 THE MOVIE
- 聲旬! presents 鷲之繪
  - 鷲之繪之夏、日本之夏
  - 製作人！是鷲之繪唷，鷲之繪！！

2013年
- THE IDOLM@STER MUSIC FESTIV@L OF WINTER!![19]
- HiBiKi Radio Station × THE IDOLM@STER 春之P祭典
- 廣播 偶像大師 灰姑娘女孩「灰姑娘廣播」DVD Vol.3
- 聲優DVD企劃「尋寶~米娜瓦之箱~in 河口湖音樂盒森林美術館」
- 聲旬! presents 鷲之繪

2014年
- THE IDOLM@STER 8th ANNIVERSARY HOP! STEP!! FESTIV@L!!![20]
- THE IDOLM@STER M@STERS OF IDOL WORLD!!2014[21]

2015年
- THE IDOLM@STER 9th ANNIVERSARY WE ARE M@STERPIECE!![22]

2016年
- THE IDOLM@STER M@STER OF IDOL WORLD!!2015 Live Blu-ray[23]

2017年
- THE IDOLM@STER PRODUCER MEETING 2017 765PRO ALLSTARS FUN TO THE NEW VISION!! EVENT Blu-ray PERFECT BOX（11月22日）

## 音樂CD

### 單曲
| 發售日        | 標題 | 商業搭配                                   |
| ------------- | ---- | ------------------------------------------ |
| 2018年2月12日 |      | 中村繪里子「Kiratoki☆」片頭曲 配信限定單曲 |
| 2018年2月27日 |      | 中村繪里子「Kiratoki☆」片尾曲 配信限定單曲 |

### 專輯
|     | 發售日         | 標題 |
| --- | -------------- | ---- |
| 1st | 2012年10月26日 |      |
| 2nd | 2013年4月19日  |      |
| 3rd | 2013年10月31日 |      |
| 4th | 2014年9月20日  |      |
| 5th | 2015年10月17日 |      |

### 角色歌
| 發售日   | 名稱 | 演唱名義 | 歌曲名稱 | 商業搭配                                                                                       |
| 2005年   | 2005年 | 2005年 | 2005年 | 2005年                                                                                         |
| -------- | --- | --- | --- | ---------------------------------------------------------------------------------------------- |
| 9月28日  | THE IDOLM@STER MASTERPIECE 01 | 天海春香（中村繪里子）、萩原雪步（落合祐里香）、秋月律子（若林直美） | 「（M@STER VERSION）」 「THE IDOLM@STER（HYR VERSION）」                                                                         | 遊戲《偶像大師》相關歌曲                                                                       |
| 2006年   | | | |                                                                                                |
| 3月22日  | THE IDOLM@STER MASTERPIECE 04 | 天海春香（中村繪里子）、水瀨伊織（釘宮理惠）、如月千早（今井麻美） | 「（M@STER VERSION）」 | 遊戲《偶像大師》相關歌曲                                                                       |
| 3月22日  | THE IDOLM@STER MASTERPIECE 04 | 水瀨伊織（釘宮理惠）、天海春香（中村繪里子）、如月千早（今井麻美） | ja\|おはよう!! 朝ご飯}」 | 遊戲《偶像大師》相關歌曲                                                                       |
| 3月22日  | THE IDOLM@STER MASTERPIECE 04 | 天海春香（中村繪里子）、高槻彌生（仁後真耶子） | 「Here we go!!」 | 遊戲《偶像大師》相關歌曲                                                                       |
| 3月22日  | THE IDOLM@STER MASTERPIECE 04 | 雙海亞美／真美（下田麻美）、天海春香（中村繪里子）、高槻彌生（仁後真耶子） | 「」 | 遊戲《偶像大師》相關歌曲                                                                       |
| 5月31日  | THE IDOLM@STER MASTERPIECE 05 | 水瀨伊織（釘宮理惠）、天海春香（中村繪里子）、高槻彌生（仁後真耶子） | 「Here we go!!（M@STER VERSION）」                                                                                               | 遊戲《偶像大師》相關歌曲                                                                       |
| 5月31日  | THE IDOLM@STER MASTERPIECE 05 | 天海春香（中村繪里子）、如月千早（今井麻美）、萩原雪步（落合祐里香）、高槻彌生（仁後真耶子）、秋月律子（若林直美）、三浦梓（高橋智秋）、水瀨伊織（釘宮理惠）、菊地真（平田宏美）、雙海亞美／真美（下田麻美）                                           | 「THE IDOLM@STER（M@STER VERSION -REMIX-）」                                                                                     | 遊戲《偶像大師》相關歌曲                                                                       |
| 7月19日  | THE IDOLM@STER MASTER BOX | 天海春香（中村繪里子） | 「」 「9:02pm」 「Here we go !!」 「蒼い鳥」 「」 「」 「First Stage」 「」 「THE IDOLM@STER」                                   | 遊戲《偶像大師》相關歌曲                                                                       |
| 12月20日 | THE IDOLM@STER MASTERWORK 00 | 星井美希（長谷川明子）、天海春香（中村繪里子）、如月千早（今井麻美） | 「」 | 遊戲《偶像大師》相關歌曲                                                                       |
| 2007年   | | | |                                                                                                |
| 1月18日  | THE IDOLM@STER Your Song | 天海春香（中村繪里子） | 「」 | 遊戲《偶像大師》相關歌曲                                                                       |
| 1月31日  | THE IDOLM@STER MASTERWORK 01 GO MY WAY!!                                                                                               | 天海春香（中村繪里子）、水瀨伊織（釘宮理惠）、高槻彌生（仁後真耶子） | 「GO MY WAY!!（M@STER VERSION）」                                                                                                | 遊戲《偶像大師》相關歌曲                                                                       |
| 1月31日  | THE IDOLM@STER MASTERWORK 01 GO MY WAY!!                                                                                               | 天海春香（中村繪里子） | 「（M@STER VERSION）」 | 遊戲《偶像大師》相關歌曲                                                                       |
| 4月4日   | THE IDOLM@STER MASTER BOX II | 天海春香（中村繪里子） | 「GO MY WAY!!」 「」 「relations」 「」 「My Best Friend」 「」                                                                  | 遊戲《偶像大師》相關歌曲                                                                       |
| 7月18日  | THE IDOLM@STER MASTER ARTIST 01 天海春香                                                                                               | 天海春香（中村繪里子） | 「I Want」 「」 「GO MY WAY!!（M@STER VERSION）」 「」 「i」                                                                     | 遊戲《偶像大師》相關歌曲                                                                       |
| 10月24日 | THE IDOLM@STER MASTER ARTIST FINALE 765 Pro ALLSTARS                                                                                   | IM@S ALLSTARS | 「団結」 | 遊戲《偶像大師》相關歌曲                                                                       |
| 10月24日 | THE IDOLM@STER MASTER ARTIST FINALE 765 Pro ALLSTARS                                                                                   | IM@S ALLSTARS+ | 「i」 | 遊戲《偶像大師》相關歌曲                                                                       |
| 12月19日 | THE IDOLM@STER Christmas for you! | 天海春香（中村繪里子） | 「」 | 遊戲《偶像大師》相關歌曲                                                                       |
| 12月19日 | THE IDOLM@STER Christmas for you! | 天海春香（中村繪里子）、如月千早（今井麻美）、高槻彌生（仁後真耶子）、菊地真（平田宏美）、星井美希（長谷川明子） | 「」 | 遊戲《偶像大師》相關歌曲                                                                       |
| 2010年   | | | |                                                                                                |
| 3月17日  | THE IDOLM@STER MASTER SPECIAL SPRING                                                                                                   | 天海春香（中村繪里子）、水瀨伊織（釘宮理惠）、我那霸響（沼倉愛美）、秋月律子（若林直美）、菊地真（平田宏美）、萩原雪步（長谷優里奈） | 「」 「（M@STER VERSION）」 | 遊戲《偶像大師SP》相關歌曲                                                                     |
| 3月17日  | THE IDOLM@STER MASTER SPECIAL SPRING                                                                                                   | 天海春香（中村繪里子） | 「」 「」 | 遊戲《偶像大師SP》相關歌曲                                                                     |
| 3月31日  | THE IDOLM@STER MASTER BOX VI | 天海春香（中村繪里子） | 「」 「迷走Mind」 「」 「」 「隣に…」 「」 「Kosmos, Cosmos」 「」                                                               | 遊戲《偶像大師SP》相關歌曲                                                                     |
| 5月12日  | THE IDOLM@STER BEST OF 765+876=!! VOL.01                                                                                               | 天海春香（中村繪里子）、菊地真（平田宏美）、高槻彌生（仁後真耶子）、我那霸響（沼倉愛美）、日高愛（戶松遙） | 「THE 愛」 | 遊戲《偶像大師》相關歌曲                                                                       |
| 6月23日  | THE IDOLM@STER BEST OF 765+876=!! VOL.03                                                                                               | 天海春香（中村繪里子）、高槻彌生（仁後真耶子）、水瀨伊織（釘宮理惠）、如月千早（今井麻美）、菊地真（平田宏美） | 「GO MY WAY!!（M@STER VERSION）」                                                                                                | 遊戲《偶像大師》相關歌曲                                                                       |
| 6月23日  | THE IDOLM@STER BEST OF 765+876=!! VOL.03                                                                                               | IM@S ALLSTARS+ | 「i」 | 遊戲《偶像大師》相關歌曲                                                                       |
| 6月23日  | THE IDOLM@STER BEST OF 765+876=!! VOL.03                                                                                               | IM@S ALLSTARS++ | 「L・O・B・M」 | 遊戲《偶像大師》相關歌曲                                                                       |
| 6月23日  | THE IDOLM@STER BEST OF 765+876=!! VOL.03                                                                                               | IM@S ALLSTARS1641 | 「THE IDOLM@STER」 | 遊戲《偶像大師》相關歌曲                                                                       |
| 7月3日   | THE IDOLM@STER BEST OF 765+876=!! THE iDRE@MLOST                                                                                       | 天海春香（中村繪里子） | 「THE 愛」 | 遊戲《偶像大師》相關歌曲                                                                       |
| 9月22日  | THE IDOLM@STER MASTER ARTIST 2 Prologue                                                                                                | 天海春香（中村繪里子）、星井美希（長谷川明子）、萩原雪步（淺倉杏美）、我那霸響（沼倉愛美）、四條貴音（原由實） | 「THE IDOLM@STER 2nd-mix」 | 遊戲《偶像大師2》相關歌曲                                                                      |
| 9月22日  | THE IDOLM@STER MASTER ARTIST 2 Prologue                                                                                                | IM@S 765PRO ALLSTARS | 「團結2010」 | 遊戲《偶像大師2》相關歌曲                                                                      |
| 11月3日  | THE IDOLM@STER MASTER ARTIST 2 -FIRST SEASON- 01 天海春香                                                                              | 天海春香（中村繪里子） | 「START!!」 「（M@STER VERSION）」 「」 「MEGARE!（M@STER VERSION）」                                                            | 遊戲《偶像大師2》相關歌曲                                                                      |
| 11月3日  | THE IDOLM@STER MASTER ARTIST 2 -FIRST SEASON- 01 天海春香                                                                              | 天海春香（中村繪里子）、我那覇響（沼倉愛美）、星井美希（長谷川明子） | 「Tip Taps Tip」 | 遊戲《偶像大師2》相關歌曲                                                                      |
| 11月3日  | THE IDOLM@STER MASTER ARTIST 2 -FIRST SEASON- 02 我那霸響                                                                              | 我那霸響（沼倉愛美）、天海春香（中村繪里子）、星井美希（長谷川明子） | 「Tip Taps Tip」 | 遊戲《偶像大師2》相關歌曲                                                                      |
| 11月3日  | THE IDOLM@STER MASTER ARTIST 2 -FIRST SEASON- 03 星井美希                                                                              | 星井美希（長谷川明子）、天海春香（中村繪里子）、我那霸響（沼倉愛美） | 「Tip Taps Tip」 | 遊戲《偶像大師2》相關歌曲                                                                      |
| 2011年   | | | |                                                                                                |
| 2月9日   | The world is all one !! | 天海春香（中村繪里子）、我那霸響（沼倉愛美）、星井美希（長谷川明子） | 「The world is all one !!（M@STER VERSION）」                                                                                    | 遊戲《偶像大師2》相關歌曲                                                                      |
| 2月9日   | The world is all one !! | 765PRO ALLSTARS | 「The world is all one !!（M@STER VERSION）」                                                                                    | 遊戲《偶像大師2》相關歌曲                                                                      |
| 3月26日  | 人家一點都不喜歡啦！ 角色歌專輯 | 楠原尋乃（白石涼子）、加藤春華（中村繪里子） | 「」 | 電視動畫《人家一點都不喜歡啦！》相關歌曲                                                       |
| 5月27日  | | 中津川初（中村繪里子）、神本圓佳（清水愛） | 「」 | 電視動畫《架向星空之橋》片尾曲                                                                 |
| 5月27日  | 「」 | 中津川初（中村繪里子）、神本圓佳（清水愛） | |                                                                                                |
| 6月25日  | THE IDOLM@STER MASTER BOX VII | 天海春香（中村繪里子） | 「Colorful Days」 「」 「」 「」 「L・O・B・M」                                                                                  | 遊戲《偶像大師SP》相關歌曲                                                                     |
| 8月3日   | 架向星空之橋 角色歌專輯 | 中津川初（中村繪里子） | 「」 「（初 ver.）」 | 電視動畫《架向星空之橋》相關歌曲                                                               |
| 8月3日   | 架向星空之橋 角色歌專輯 | 中津川初（中村繪里子）、日向伊吹（青葉林檎）、神本圓佳（清水愛） | 「（#12 ver.）」 | 電視動畫《架向星空之橋》第12話片尾曲                                                           |
| 8月10日  | THE IDOLM@STER ANIM@TION MASTER 01 READY!!                                                                                             | 765PRO ALLSTARS | 「READY!!（M@STER VERSION）」 | 電視動畫《偶像大師》片頭曲                                                                     |
| 8月10日  | THE IDOLM@STER ANIM@TION MASTER 01 READY!!                                                                                             | 天海春香（中村繪里子）、菊地真（平田宏美）、萩原雪步（淺倉杏美） | 「」 | 電視動畫《偶像大師》相關歌曲                                                                   |
| 9月7日   | THE IDOLM@STER ANIM@TION MASTER 02 | 765PRO ALLSTARS | 「The world is all one !!（M@STER VERSION）」                                                                                    | 電視動畫《偶像大師》片尾曲                                                                     |
| 9月7日   | THE IDOLM@STER ANIM@TION MASTER 02 | 天海春香（中村繪里子）、高槻彌生（仁後真耶子）、雙海亞美／真美（下田麻美）、萩原雪步（淺倉杏美）、水瀨伊織（釘宮理惠）、四條貴音（原由實） | 「神SUMMER!!」 | 電視動畫《偶像大師》插入曲                                                                     |
| 10月5日  | THE IDOLM@STER ANIM@TION MASTER 03 | 765PRO ALLSTARS | 「THE IDOLM@STER」 | 電視動畫《偶像大師》片尾曲                                                                     |
| 10月5日  | THE IDOLM@STER ANIM@TION MASTER 03 | 765PRO ALLSTARS | 「L・O・B・M」 | 電視動畫《偶像大師》插入曲                                                                     |
| 10月5日  | THE IDOLM@STER ANIM@TION MASTER 03 | 765+876PRO ALLSTARS | 「GO MY WAY!!」 | 電視動畫《偶像大師》片尾曲                                                                     |
| 11月9日  | THE IDOLM@STER ANIM@TION MASTER 04 CHANGE!!!!                                                                                          | 765PRO ALLSTARS | 「CHANGE!!!!（M@STER VERSION）」                                                                                                 | 電視動畫《偶像大師》片頭曲                                                                     |
| 11月30日 | THE IDOLM@STER ANIM@TION MASTER 05 | 天海春香（中村繪里子）、星井美希（長谷川明子）、如月千早（今井麻美）、高槻彌生（仁後真耶子）、萩原雪歩（淺倉杏美）、菊地真（平田宏美）、雙海真美（下田麻美）、四條貴音（原由實）、我那霸響（沼倉愛美）                                                 | 「自分REST@RT（M@STER VERSION）」                                                                                                | 電視動畫《偶像大師》插入曲                                                                     |
| 11月30日 | THE IDOLM@STER ANIM@TION MASTER 05 | 765PRO ALLSTARS | 「i」 「MEGARE!（M@STER VERSION）」                                                                                              | 電視動畫《偶像大師》片尾曲                                                                     |
| 11月30日 | THE IDOLM@STER ANIM@TION MASTER 05 | 天海春香（中村繪里子）、星井美希（長谷川明子）、如月千早（今井麻美）、雙海亞美／真美（下田麻美）、四條貴音（原由實）、我那霸響（沼倉愛美） | 「Colorful Days（M@STER VERSION）」                                                                                              | 電視動畫《偶像大師》片尾曲                                                                     |
| 12月28日 | THE IDOLM@STER ANIM@TION MASTER 06 | 如月千早（今井麻美）、天海春香（中村繪里子）、星井美希（長谷川明子）、高槻彌生（仁後真耶子）、萩原雪步（淺倉杏美）、菊地真（平田宏美）、雙海亞美／真美（下田麻美）、水瀨伊織（釘宮理惠）、三浦梓（高橋智秋）、四條貴音（原由實）、我那霸響（沼倉愛美） | 「約束（TV VERSION）」 | 電視動畫《偶像大師》插入曲                                                                     |
| 2012年   | | | |                                                                                                |
| 2月1日   | THE IDOLM@STER ANIM@TION MASTER 07 | 天海春香（中村繪里子）、如月千早（今井麻美）、雙海亞美／真美（下田麻美）、三浦梓（高橋智秋）、四條貴音（原由實）、我那霸響（沼倉愛美） | 「Happy Christmas」 | 電視動畫《偶像大師》片尾曲                                                                     |
| 2月1日   | THE IDOLM@STER ANIM@TION MASTER 07 | 天海春香（中村繪里子） | 「」 | 電視動畫《偶像大師》插入曲                                                                     |
| 2月1日   | THE IDOLM@STER ANIM@TION MASTER 07 | 765PRO ALLSTARS | 「」 「READY!! & CHANGE!!!! SPECIAL EDITION」                                                                                    | 電視動畫《偶像大師》插入曲                                                                     |
| 2月1日   | THE IDOLM@STER ANIM@TION MASTER 07 | 765PRO ALLSTARS | 「」 「（NEW VERSION）」 | 電視動畫《偶像大師》片尾曲                                                                     |
| 8月22日  | CHOCOLATE SELECTION | 住吉千里（中村繪里子） | 「My Dearest! My Darling!」 | 電視動畫《戀愛與選舉與巧克力》相關歌曲                                                         |
| 10月17日 | THE IDOLM@STER ANIM@TION MASTER 生っすかSPECIAL 04                                                                                     | 天海春香（中村繪里子）、菊地真（平田宏美）、雙海真美（下田麻美） | 「Honey Heartbeat（M@STER VERSION）」 「初恋 〜四章 運命のイブ〜」                                                               | 電視動畫《偶像大師》相關歌曲                                                                   |
| 10月17日 | THE IDOLM@STER ANIM@TION MASTER 生っすかSPECIAL 04                                                                                     | 天海春香（中村繪里子） | 「」 「TOMORROW」 | 電視動畫《偶像大師》相關歌曲                                                                   |
| 11月14日 | | 天海春香（中村繪里子）、如月千早（今井麻美） | 「」 | 網路廣播《偶像大師廣播》主題曲                                                                 |
| 11月28日 | | 765PRO ALLSTARS featuring ぷちどる | 「」 | 網路動畫《迷你偶像大師》主題曲                                                                 |
| 2013年   | | | |                                                                                                |
| 1月30日  | THE IDOLM@STER ANIM@TION MASTER 生っすかSPECIAL CURTAIN CALL                                                                           | 天海春香（中村繪里子）、星井美希（長谷川明子）、如月千早（今井麻美）、高槻彌生（仁後真耶子）、萩原雪步（淺倉杏美）、我那霸響（沼倉愛美） | 「We Have A Dream（M@STER VERSION）」                                                                                            | 彈珠機《THE IDOLM@STER LIVE in SLOT!》主題曲                                                   |
| 1月30日  | THE IDOLM@STER ANIM@TION MASTER 生っすかSPECIAL CURTAIN CALL                                                                           | 天海春香（中村繪里子） | 「」 | 電視動畫《偶像大師》相關歌曲                                                                   |
| 1月30日  | PETIT IDOLM@STER Twelve Seasons! Vol.4 天海春香 & 春香                                                                                 | 天海春香（中村繪里子） | 「SWITCH ON」 「」 「」 | 網路動畫《迷你偶像大師》相關歌曲                                                               |
| 2月10日  | THE IDOLM@STER MASTER BOX VIII | 天海春香（中村繪里子） | 「The world is all one !!」 「MEGARE!」 「」 「愛 LIKE 」 「Honey Heartbeat」 「Little Match Girl」                              | 遊戲《偶像大師2》相關歌曲                                                                      |
| 3月27日  | THE IDOLM@STER 第1卷特裝版特典CD | 天海春香（中村繪里子）、星井美希（長谷川明子）、如月千早（今井麻美）、高槻彌生（仁後真耶子） | 「」 | 漫畫《偶像大師》相關歌曲                                                                       |
| 4月10日  | THE IDOLM@STER ANIM@TION MASTER SPECIAL 弦樂四重奏 初戀組曲                                                                            | 天海春香（中村繪里子） | 「」 | 遊戲《偶像大師》相關歌曲                                                                       |
| 4月24日  | THE IDOLM@STER LIVE THE@TER PERFORMANCE 01 Thank You!                                                                                  | 765 MILLIONSTARS | 「Thank You!」 | 遊戲《偶像大師 百萬人演唱會！》主題曲                                                          |
| 4月24日  | THE IDOLM@STER LIVE THE@TER PERFORMANCE 01 Thank You!                                                                                  | 765PRO ALLSTARS | 「Thank You!」 | 遊戲《偶像大師 百萬人演唱會！》主題曲                                                          |
| 5月29日  | THE IDOLM@STER LIVE THE@TER PERFORMANCE 02                                                                                             | 天海春香（中村繪里子） | 「」 | 遊戲《偶像大師 百萬人演唱會！》相關歌曲                                                        |
| 5月29日  | THE IDOLM@STER LIVE THE@TER PERFORMANCE 02                                                                                             | 天海春香（中村繪里子）、天空橋朋花（小岩井小鳥）、七尾百合子（伊藤美來）、箱崎星梨花（麻倉桃）、最上靜香（田所梓） | 「Legend Girls!!」 | 遊戲《偶像大師 百萬人演唱會！》相關歌曲                                                        |
| 7月7日   | THE IDOLM@STER ANIM@TION MASTER READY!!獨唱、混音                                                                                      | 天海春香（中村繪里子） | 「READY!!（M@STER VERSION）」 | 遊戲《偶像大師》相關歌曲                                                                       |
| 9月15日  | THE IDOLM@STER ANIM@TION MASTER CHANGE!!!! 獨唱、混音                                                                                  | 天海春香（中村繪里子） | 「CHANGE!!!!（M@STER VERSION）」                                                                                                 | 遊戲《偶像大師》相關歌曲                                                                       |
| 9月18日  | THE IDOLM@STER 765PRO ALLSTARS+ GRE@TEST BEST! -THE IDOLM@STER HISTORY-                                                                | 765PRO ALLSTARS | 「MUSIC♪（M@STER VERSION）」 | 遊戲《偶像大師 閃耀祭典』主題曲                                                                |
| 12月18日 | THE IDOLM@STER 765PRO ALLSTARS+ GRE@TEST BEST! -LOVE＆PEACE!-                                                                          | 天海春香（中村繪里子）、如月千早（今井麻美）、三浦梓（高橋智秋）、秋月律子（若林直美） | 「Vault That Borderline!（M@STER VERSION）」                                                                                     | 遊戲《偶像大師 閃耀祭典》相關歌曲                                                              |
| 2014年   | | | |                                                                                                |
| 1月      | 偶像大師 音樂精選輯 | 天海春香（中村繪里子） | 「」 | 遊戲《偶像大師》相關歌曲                                                                       |
| 1月29日  | [@STERPIECE | 765PRO ALLSTARS | 「M@STERPIECE」 | 劇場版動畫《偶像大師 劇場版 前往光輝的另一端！》主題曲                                         |
| 1月29日  | [@STERPIECE | 765PRO ALLSTARS | 「THE IDOLM@STER（MOVIE VERSION）」                                                                                              | 劇場版動畫《偶像大師 劇場版 前往光輝的另一端！》插入曲                                         |
| 1月29日  | [@STERPIECE | 天海春香（中村繪里子）、星井美希（長谷川明子）、如月千早（今井麻美）、高槻彌生（仁後真耶子）、菊地真（平田宏美）、水瀨伊織（釘宮理惠）、雙海亞美／真美（下田麻美）、三浦梓（高橋智秋）、萩原雪步（淺倉杏美）、我那霸響（沼倉愛美）、四條貴音（原由實） | 「M@STERPIECE（MOVIE VERSION）」                                                                                                 | 劇場版動畫《偶像大師 劇場版 前往光輝的另一端！》插入曲                                         |
| 1月29日  | [@STERPIECE | 天海春香（中村繪里子）、我那霸響（沼倉愛美） | 「shiny smile（M@STER VERSION）」                                                                                                | 劇場版動畫《偶像大師 劇場版 前往光輝的另一端！》插入曲                                         |
| 1月29日  | [@STERPIECE | 天海春香（中村繪里子）、如月千早（今井麻美）、三浦梓（高橋智秋） | 「MUSIC♪（M@STER VERSION）」 | 劇場版動畫《偶像大師 劇場版 前往光輝的另一端！》插入曲                                         |
| 4月18日  | | 天海春香（中村繪里子） | 「SWITCH ON」 | 網路動畫《迷你偶像大師》相關歌曲                                                               |
| 4月18日  | 天海春香（中村繪里子）、高槻彌生（仁後真耶子）、秋月律子（若林直美）、星井美希（長谷川明子）、四條貴音（原由實）、我那霸響（沼倉愛美） | 「」 | | 網路動畫《迷你偶像大師》相關歌曲                                                               |
| 5月28日  | 「迷你偶像大師」片尾曲 單曲 | 秋月律子（若林直美）、菊地真（平田宏美）、天海春香（中村繪里子）、如月千早（今井麻美） | 「」 | 網路動畫《迷你偶像大師》片尾曲                                                                 |
| 6月18日  | | 765PRO ALLSTARS | 「」 | 劇場版動畫《偶像大師 劇場版 前往光輝的另一端！》插入曲                                         |
| 8月13日  | | 765PRO ALLSTARS | 「」 | 劇場版動畫《偶像大師 劇場版 前往光輝的另一端！》片尾曲                                         |
| 8月13日  | 天海春香（中村繪里子）、星井美希（長谷川明子）、如月千早（今井麻美）                                                                   | 「Fate of the World」 | 劇場版動畫《偶像大師 劇場版 前往光輝的另一端！》插入曲                                                                           |                                                                                                |
| 8月27日  | THE IDOLM@STER MASTER ARTIST 3 Prologue ONLY MY NOTE                                                                                   | 765PRO ALLSTARS | 「ONLY MY NOTE（M@STER VERSION）」                                                                                               | 遊戲《偶像大師 全力以赴》相關歌曲                                                              |
| 10月22日 | THE IDOLM@STER M@STERS OF IDOL WORLD!! 2014 特典CD                                                                                     | 天海春香（中村繪里子）、如月千早（今井麻美）、星井美希（長谷川明子）、島村卯月（大橋彩香）、澀谷凜（福原綾香）、本田未央（原紗友里）、春日未來（山崎遙）、最上靜香（田所梓）、伊吹翼（Machico）                                                        | 「IDOL POWER RAINBOW」 | 演唱會活動《THE IDOLM@STER M@STERS OF IDOL WORLD!! 2014》主題曲                                |
| 10月22日 | THE IDOLM@STER M@STERS OF IDOL WORLD!! 2014 特典CD                                                                                     | 天海春香（中村繪里子）、如月千早（今井麻美）、星井美希（長谷川明子） | 「IDOL POWER RAINBOW」 | 演唱會活動《THE IDOLM@STER M@STERS OF IDOL WORLD!! 2014》主題曲                                |
| 11月26日 | THE IDOLM@STER LIVE THE@TER HARMONY 05                                                                                                 | [ 成员 10 ] | 「HOME, SWEET FRIENDSHIP」 「Welcome!!」                                                                                         | 遊戲《偶像大師 百萬人演唱會！》相關歌曲                                                        |
| 11月26日 | THE IDOLM@STER LIVE THE@TER HARMONY 05                                                                                                 | 天海春香（中村繪里子） | 「」 | 遊戲《偶像大師 百萬人演唱會！》相關歌曲                                                        |
| 2015年   | | | |                                                                                                |
| 4月22日  | THE IDOLM@STER MASTER ARTIST 3 01 天海春香                                                                                             | 天海春香（中村繪里子） | 「（M@STER VERSION）」 「Honey Heartbeat（M@STER VERSION）」 「」 「」 「（M@STER VERSION）」 「ONLY MY NOTE（M@STER VERSION）」 | 遊戲《偶像大師 全力以赴》相關歌曲                                                              |
| 6月11日  | | 765PRO ALLSTARS | 「」 | 遊戲《偶像大師》相關歌曲                                                                       |
| 7月18日  | THE IDOLM@STER M@STERS OF IDOL WORLD!! 2015 M@STERPIECE & 10th Anniversary Mix                                                         | 天海春香（中村繪里子） | 「M@STERPIECE」 | 劇場版動畫《偶像大師 劇場版 前往光輝的另一端！》相關歌曲                                       |
| 7月18日  | THE IDOLM@STER LIVE THE@TER SOLO COLLECTION Vol.02                                                                                     | 天海春香（中村繪里子） | 「HOME, SWEET FRIENDSHIP」 | 遊戲《偶像大師 百萬人演唱會！》相關歌曲                                                        |
| 9月30日  | THE IDOLM@STER LIVE THE@TER DREAMERS 01 Dreaming!                                                                                      | MILLION ALLSTARS | 「Welcome!!」 | 遊戲《偶像大師 百萬人演唱會！》相關歌曲                                                        |
| 10月28日 | THE IDOLM@STER LIVE THE@TER DREAMERS 02                                                                                                | 天海春香（中村繪里子）、春日未來（山崎遙）、北上麗花（平山笑美）、北澤志保（雨宮天）、茱莉亞（愛美）、高槻彌生（仁後真耶子）、所惠美（藤井幸代）、七尾百合子（伊藤美來）、望月杏奈（夏川椎菜）、矢吹可奈（木戶衣吹）                                   | 「Dreaming!」 | 遊戲《偶像大師 百萬人演唱會！》相關歌曲                                                        |
| 10月28日 | THE IDOLM@STER LIVE THE@TER DREAMERS 02                                                                                                | 天海春香（中村繪里子）、春日未來（山崎遙） | 「」 | 遊戲《偶像大師 百萬人演唱會！》相關歌曲                                                        |
| 2016年   | | | |                                                                                                |
| 6月8日   | THE IDOLM@STER M@STERS OF IDOL WORLD!! 2015 特典CD                                                                                     | 天海春香（中村繪里子）、如月千早（今井麻美）、星井美希（長谷川明子）、島村卯月（大橋彩香）、澀谷凜（福原綾香）、本田未央（原紗友里）、春日未來（山崎遙）、最上靜香（田所梓）、伊吹翼（Machico）                                                        | 「アイ MUST GO!」 | 演唱會活動《THE IDOLM@STER M@STERS OF IDOL WORLD!! 2015》主題曲                                |
| 6月8日   | THE IDOLM@STER M@STERS OF IDOL WORLD!! 2015 特典CD                                                                                     | 天海春香（中村繪里子）、如月千早（今井麻美）、星井美希（長谷川明子） | 「アイ MUST GO!」 | 演唱會活動《THE IDOLM@STER M@STERS OF IDOL WORLD!! 2015》主題曲                                |
| 6月23日  | 「Caligula」完全專輯CD | RePLiCA | 「idolatry --」 | 遊戲《卡里古拉》主題曲                                                                         |
| 7月20日  | THE IDOLM@STER PLATINUM MASTER 00 Happy!                                                                                               | 天海春香（中村繪里子）、如月千早（今井麻美）、萩原雪步（淺倉杏美）、水瀨伊織（釘宮理惠）、三浦梓（高橋智秋）、我那霸響（沼倉愛美）、秋月律子（若林直美）                                                                                               | 「Happy!（M@STER VERSION）」 | 遊戲《偶像大師 白金星光》相關歌曲                                                              |
| 8月17日  | THE IDOLM@STER PLATINUM MASTER 01 Miracle Night                                                                                        | 天海春香（中村繪里子）、菊地真（平田宏美）、雙海亞美／真美（下田麻美）、水瀨伊織（釘宮理惠） | 「Miracle Night（M@STER VERSION）」                                                                                              | 遊戲《偶像大師 白金星光》相關歌曲                                                              |
| 2017年   | | | |                                                                                                |
| 3月29日  | THE IDOLM@STER PLATINUM MASTER ENCORE 紅白応援V                                                                                        | 765PRO ALLSTARS | 「紅白應援V」 「チェリー -PRODUCER MEETING 2017 MIX-」 「団結2010 -PRODUCER MEETING 2017 MIX-」                                  | 活動《THE IDOLM@STER PRODUCER MEETING 2017 765PRO ALLSTARS -Fun to the new vision!!-》相關歌曲 |
| 3月29日  | THE IDOLM@STER PLATINUM MASTER ENCORE 紅白応援V                                                                                        | 天海春香（中村繪里子）、三浦梓（高橋智秋） | 「紅白應援V」 | 活動《THE IDOLM@STER PRODUCER MEETING 2017 765PRO ALLSTARS -Fun to the new vision!!-》相關歌曲 |
| 7月26日  | THE IDOLM@STER MILLION THE@TER GENERATION 01 Brand New Theater!                                                                        | 765 MILLION ALLSTARS | 「Brand New Theater!」 | 遊戲《偶像大師 百萬人演唱會！劇場時光》主題曲                                                  |
| 7月26日  | THE IDOLM@STER MILLION THE@TER GENERATION 01 Brand New Theater!                                                                        | 765 MILLION ALLSTARS | 「Dreaming!」 | 遊戲《偶像大師 百萬人演唱會！劇場時光》相關歌曲                                                |
| 8月22日  | THE IDOLM@STER MASTER PRIMAL ROCKIN' RED                                                                                               | 天海春香（中村繪里子）、如月千早（今井麻美）、四條貴音（原由實）、秋月律子（若林直美） | 「BRAVE STAR」 | 遊戲《偶像大師》相關歌曲                                                                       |
| 8月22日  | THE IDOLM@STER MASTER PRIMAL ROCKIN' RED                                                                                               | 天海春香（中村繪里子）、如月千早（今井麻美） | 「CRIMSON LOVERS」 | 遊戲《偶像大師》相關歌曲                                                                       |
| 10月7日  | THE IDOLM@STER 765 MILLIONSTARS HOTCHPOTCH FESTIV@L!! Happy!でSHOW!                                                                    | 天海春香（中村繪里子） | 「Happy!（M@STER VERSION）」 | 遊戲《偶像大師 白金星光》相關歌曲                                                              |
| 10月18日 | ostinato | 米蕾（中村繪里子） | 「Sadistic Queen」 | 遊戲《卡里古拉》相關歌曲                                                                       |
| 10月28日 | 偶像大師 10th メモリアルフィギュア 購入特典CD                                                                                          | 天海春香（中村繪里子）、島村卯月（大橋彩香）、春日未來（山崎遙） | 「アイ MUST GO! ～10th メモリアルフィギュアver.～」                                                                              | 演唱會活動《THE IDOLM@STER M@STERS OF IDOL WORLD!! 2015》主題曲                                |
| 12月22日 | THE IDOLM@STER STELLA MASTER 00 ToP!!!!!!!!!!!!!                                                                                       | 765PRO ALLSTARS | 「ToP!!!!!!!!!!!!!（M＠STER VERSION）」                                                                                          | 遊戲《偶像大師 星光舞台》相關歌曲                                                              |
| 2018年   | | | |                                                                                                |
| 1月6日   | THE IDOLM@STER 新年LIVE!! 初星宴舞 會場原創CD                                                                                          | 天海春香（中村繪里子）、菊地真（平田宏美）、我那霸響（沼倉愛美） | 「（M@STER VERSION）」 | 遊戲《偶像大師 全力以赴》相關歌曲                                                              |
| 1月6日   | THE IDOLM@STER LIVE THE@TER SOLO COLLECTION 05 765PRO ALLSTARS                                                                         | 天海春香（中村繪里子） | 「Legend Girls!!」 | 遊戲《偶像大師 百萬人演唱會》相關歌曲                                                          |
| 1月31日  | THE IDOLM@STER MILLION THE@TER GENERATION 04                                                                                           | Princess Stars | 「Brand New Theater!」 | 遊戲《偶像大師 百萬人演唱會！劇場時光》相關歌曲                                                |
| 4月4日   | THE IDOLM@STER MILLION LIVE! M@STER SPARKLE 08                                                                                         | 765 MILLION ALLSTARS | 「Brand New Theater!」 | 遊戲《偶像大師 百萬人演唱會！劇場時光》相關歌曲                                                |
| 4月18日  | THE IDOLM@STER STELLA MASTER 03 | 天海春香（中村繪里子）、萩原雪步（淺倉杏美）、高槻彌生（仁後真耶子）、三浦梓（高橋智秋） | 「（M@STER VERSION）」 | 遊戲《偶像大師 星光舞台》相關歌曲                                                              |
| 4月18日  | THE IDOLM@STER STELLA MASTER 03 | 天海春香（中村繪里子）、菊地真（平田宏美）、雙海真美（下田麻美） | 「」 | 遊戲《偶像大師 星光舞台》相關歌曲                                                              |
| 5月23日  | Caligula Overdose Original Soundtrack                                                                                                  | RePLiCA | 「Cradle」 | 遊戲《卡里古拉 過量強化》主題曲                                                                |
| 6月13日  | THE IDOLM@STER STELLA MASTER ENCORE shy→shining                                                                                        | 765PRO ALLSTARS | 「shy→shining（M@STER VERSION）」                                                                                                | 遊戲《偶像大師 星光舞台》相關歌曲                                                              |
| 6月13日  | THE IDOLM@STER STELLA MASTER ENCORE shy→shining                                                                                        | 天海春香（中村繪里子） | 「shy→shining（M@STER VERSION）」                                                                                                | 遊戲《偶像大師 星光舞台》相關歌曲                                                              |
| 7月27日  | 偶像大師 百萬人演唱會！ Blooming Clover 第3卷限定版特典CD                                                                              | 天海春香（中村繪里子）、春日未來（山崎遙）、矢吹可奈（木戶衣吹） | 「ONLY MY NOTE」 | 漫畫《偶像大師 百萬人演唱會！ Blooming Clover》相關歌曲                                        |
| 8月29日  | THE IDOLM@STER MILLION THE@TER GENERATION 11 UNION!!                                                                                   | 765 MILLION ALLSTARS | 「UNION!!」 「Welcome!!」 | 遊戲《偶像大師 百萬人演唱會！劇場時光》相關歌曲                                                |
| 2019年   | | | |                                                                                                |
| 1月9日   | 世界魔女系列10周年記念 秘歌收藏特別盤 Vol.3 西歐篇                                                                                     | 黑田那佳（中村繪里子） | 「Guilty Optimists」 | 《世界魔女》相關歌曲                                                                           |
| 1月9日   | THE IDOLM@STER 初星-mix | 765PRO ALLSTARS | 「THE IDOLM@STER 初星-mix」 | 演唱會活動《偶像大師 新年LIVE!! 初星宴舞》相關歌曲                                             |
| 1月30日  | 偶像大師 新年LIVE!! 初星宴舞 LIVE Blu-ray 絢爛裝丁版 特典CD                                                                            | 765PRO ALLSTARS | 「THE IDOLM@STER 初星-mix ver.」                                                                                                 | 演唱會活動《偶像大師 新年LIVE!! 初星宴舞》相關歌曲                                             |
| 6月26日  | THE IDOLM@STER MILLION THE@TER GENERATION 18 765PRO ALLSTARS                                                                           | 765PRO ALLSTARS | 「LEADER!!」 「Brand New Theater!」                                                                                              | 遊戲《偶像大師 百萬人演唱會！劇場時光》相關歌曲                                                |
| 7月24日  | THE IDOLM@STER MILLION THE@TER WAVE 01 Flyers!!!                                                                                       | 765 MILLION ALLSTARS | 「Flyers!!!」 | 遊戲《偶像大師 百萬人演唱會！劇場時光》相關歌曲                                                |
| 9月11日  | 新世界魔女秘歌收藏特別版 迪戎篇 | 黑田那佳（中村繪里子）、羅莎莉·德·艾姆利寇特·德·古留涅（野水伊織） | 「What's really important?」 | 《世界魔女》相關歌曲                                                                           |

### 组合成员
1. ↑  天海春香（中村繪里子）、星井美希（長谷川明子）、如月千早（今井麻美）、高槻彌生（仁後真耶子）、萩原雪步（落合祐里香）、菊地真（平田宏美）、雙海亞美／真美（下田麻美）、水瀨伊織（釘宮理惠）、三浦梓（高橋智秋）、秋月律子（若林直美）
2. 1 2  天海春香（中村繪里子）、星井美希（長谷川明子）、如月千早（今井麻美）、高槻彌生（仁後真耶子）、萩原雪步（落合祐里香）、菊地真（平田宏美）、雙海亞美／真美（下田麻美）、水瀨伊織（釘宮理惠）、三浦梓（高橋智秋）、秋月律子（若林直美）、音無小鳥（瀧田樹里）
3. ↑  天海春香（中村繪里子）、星井美希（長谷川明子）、如月千早（今井麻美）、高槻彌生（仁後真耶子）、萩原雪步（落合祐里香）、菊地真（平田宏美）、雙海亞美／真美（下田麻美）、水瀨伊織（釘宮理惠）、三浦梓（高橋智秋）、四條貴音（原由實）、我那霸響（沼倉愛美）、秋月律子（若林直美）、音無小鳥（瀧田樹里）
4. ↑  天海春香（中村繪里子）、星井美希（長谷川明子）、如月千早（今井麻美）、高槻彌生（仁後真耶子）、萩原雪步（落合祐里香）、菊地真（平田宏美）、雙海亞美／真美（下田麻美）、水瀨伊織（釘宮理惠）、三浦梓（高橋智秋）、四條貴音（原由實）、我那霸響（沼倉愛美）、秋月律子（若林直美）、音無小鳥（瀧田樹里）、日高愛（戶松遙）、水谷繪理（花澤香菜）、秋月涼（三瓶由布子）
5. 1 2 3 4 5 6 7 8 9 10 11 12 13 14 15 16 17 18  天海春香（中村繪里子）、星井美希（長谷川明子）、如月千早（今井麻美）、高槻彌生（仁後真耶子）、萩原雪步（淺倉杏美）、菊地真（平田宏美）、雙海亞美／真美（下田麻美）、水瀨伊織（釘宮理惠）、三浦梓（高橋智秋）、四條貴音（原由實）、我那霸響（沼倉愛美）、秋月律子（若林直美）
6. ↑  天海春香（中村繪里子）、星井美希（長谷川明子）、如月千早（今井麻美）、高槻彌生（仁後真耶子）、萩原雪步（淺倉杏美）、菊地真（平田宏美）、雙海亞美／真美（下田麻美）、水瀨伊織（釘宮理惠）、三浦梓（高橋智秋）、四條貴音（原由實）、我那霸響（沼倉愛美）、秋月律子（若林直美）、音無小鳥（瀧田樹里）
7. ↑  天海春香（中村繪里子）、星井美希（長谷川明子）、如月千早（今井麻美）、高槻彌生（仁後真耶子）、萩原雪步（淺倉杏美）、菊地真（平田宏美）、雙海亞美／真美（下田麻美）、水瀨伊織（釘宮理惠）、三浦梓（高橋智秋）、四條貴音（原由實）、我那霸響（沼倉愛美）、秋月律子（若林直美）、音無小鳥（瀧田樹里）、日高愛（戶松遙）、水谷繪理（花澤香菜）、秋月涼（三瓶由布子）
8. ↑  天海春香&小春香（中村繪里子）、如月千早&小千早（今井麻美）、萩原雪步&小雪步（淺倉杏美）、高槻彌生&小彌生（仁後真耶子）、秋月律子&小律子（若林直美）、三浦梓&小梓（高橋智秋）、水瀨伊織&小伊織（釘宮理惠）、菊地真&小真（平田宏美）、雙海亞美／真美&小亞美／小真美（下田麻美）、星井美希&小美希（長谷川明子）、我那霸響&小響（沼倉愛美）、四條貴音&小貴音（原由實）、音無小鳥&小小鳥（瀧田樹里）
9. 1 2  天海春香（中村繪里子）、春日未來（山崎遙）、如月千早（今井麻美）、木下日向（田村奈央）、四條貴音（原由實）、茱莉亞（愛美）、高山紗代子（駒形友梨）、田中琴葉（種田梨沙）、天空橋朋花（小岩井小鳥）、箱崎星梨花（麻倉桃）、松田亞利沙（村川梨衣）、三浦梓（高橋智秋）、水瀨伊織（釘宮理惠）、最上靜香（田所梓）、望月杏奈（夏川椎菜）、矢吹可奈（木戶衣吹）、艾蜜莉·司徒亞特（郁原由宇）、大神環（稻川英里）、我那霸響（沼倉愛美）、菊地真（平田宏美）、北上麗花（平山笑美）、高坂海美（上田麗奈）、佐竹美奈子（大關英里）、島原艾琳娜（角元明日香）、高槻彌生（仁後真耶子）、永吉昴（齊藤佑圭）、野野原茜（小笠原早紀）、馬場木實（高橋未奈美）、福田法子（濱崎奈奈）、舞濱步（戶田惠）、真壁瑞希（阿部里果）、百瀨莉緒（山口立花子）、橫山奈緒（渡部優衣）、秋月律子（若林直美）、伊吹翼（Machico）、北澤志保（雨宫天）、篠宮可憐（近藤唯）、周防桃子（渡部惠子）、德川茉莉（諏訪彩花）、所惠美（藤井幸代）、豐川風花（末柄里惠）、中谷育（原嶋燈）、七尾百合子（伊藤美來）、二階堂千鶴（野村香菜子）、萩原雪步（淺倉杏美）、ROCO（中村溫姬）、雙海亞美／真美（下田麻美）、星井美希（長谷川明子）、宮尾美也（桐谷蝶蝶）
10. ↑  天海春香（中村繪里子）、周防桃子（渡部惠子）、福田法子（濱崎奈奈）、松田亞利沙（村川梨衣）、橫山奈緒（渡部優衣）
11. ↑  天海春香（中村繪里子）、如月千早（今井麻美）、星井美希（長谷川明子）、萩原雪步（淺倉杏美）、高槻彌生（仁後真耶子）、菊地真（平田宏美）、水瀨伊織（釘宮理惠）、四條貴音（原由實）、秋月律子（若林直美）、三浦梓（高橋智秋）、雙海亞美／真美（下田麻美）、我那霸響（沼倉愛美）、春日未來（山崎遙）、最上靜香（田所梓）、伊吹翼（Machico）、島原艾琳娜（角元明日香）、佐竹美奈子（大關英里）、所惠美（藤井幸代）、德川茉莉（諏訪彩花）、箱崎星梨花（麻倉桃）、野野原茜（小笠原早紀）、望月杏奈（夏川椎菜）、ROCO（中村溫姬）、七尾百合子（伊藤美來）、高山紗代子（駒形友梨）、松田亞利沙（村川梨衣）、高坂海美（上田麗奈）、中谷育（原嶋燈）、天空橋朋花（小岩井小鳥）、艾蜜莉·司徒亞特（郁原由宇）、北澤志保（雨宫天）、舞濱步（戶田惠）、木下日向（田村奈央）、矢吹可奈（木戶衣吹）、橫山奈緒（渡部優衣）、二階堂千鶴（野村香菜子）、馬場木實（高橋未奈美）、大神環（稻川英里）、豐川風花（末柄里惠）、宮尾美也（桐谷蝶蝶）、福田法子（濱崎奈奈）、真壁瑞希（阿部里果）、篠宮可憐（近藤唯）、百瀨莉緒（山口立花子）、永吉昴（齊藤佑圭）、北上麗花（平山笑美）、周防桃子（渡部惠子）、茱莉亞（愛美）、白石紬（南早紀）、櫻守歌織（香里有佐）
12. 1 2 3 4  天海春香（中村繪里子）、如月千早（今井麻美）、星井美希（長谷川明子）、萩原雪步（淺倉杏美）、高槻彌生（仁後真耶子）、菊地真（平田宏美）、水瀨伊織（釘宮理惠）、四條貴音（原由實）、秋月律子（若林直美）、三浦梓（高橋智秋）、雙海亞美／真美（下田麻美）、我那霸響（沼倉愛美）、春日未來（山崎遙）、最上靜香（田所梓）、伊吹翼（Machico）、田中琴葉（種田梨沙）、島原艾琳娜（角元明日香）、佐竹美奈子（大關英里）、所惠美（藤井幸代）、德川茉莉（諏訪彩花）、箱崎星梨花（麻倉桃）、野野原茜（小笠原早紀）、望月杏奈（夏川椎菜）、ROCO（中村溫姬）、七尾百合子（伊藤美來）、高山紗代子（駒形友梨）、松田亞利沙（村川梨衣）、高坂海美（上田麗奈）、中谷育（原嶋燈）、天空橋朋花（小岩井小鳥）、艾蜜莉·司徒亞特（郁原由宇）、北澤志保（雨宫天）、舞濱步（戶田惠）、木下日向（田村奈央）、矢吹可奈（木戶衣吹）、橫山奈緒（渡部優衣）、二階堂千鶴（野村香菜子）、馬場木實（高橋未奈美）、大神環（稻川英里）、豐川風花（末柄里惠）、宮尾美也（桐谷蝶蝶）、福田法子（濱崎奈奈）、真壁瑞希（阿部里果）、篠宮可憐（近藤唯）、百瀨莉緒（山口立花子）、永吉昴（齊藤佑圭）、北上麗花（平山笑美）、周防桃子（渡部惠子）、茱莉亞（愛美）、白石紬（南早紀）、櫻守歌織（香里有佐）
13. ↑  天海春香（中村繪里子）、我那霸響（沼倉愛美）、菊地真（平田宏美）、萩原雪步（淺倉杏美）、春日未來（山崎遙）、艾蜜莉·司徒亞特（郁原由宇）、高坂海美（上田麗奈）、佐竹美奈子（大關英里）、高山紗代子（駒形友梨）、德川茉莉（諏訪彩花）、中谷育（原嶋燈）、七尾百合子（伊藤美來）、福田法子（濱崎奈奈）、松田亞利沙（村川梨衣）、矢吹可奈（木戶衣吹）、橫山奈緒（渡部優衣）

## 外部連結
- 中村繪里子官方Blog【繪 日記】（页面存档备份，存于）（日語）
- 繪＊日記（页面存档备份，存于）（舊Blog）（日語）
- 經紀公司網站所載簡歷（日語）
- 中村繪里子的X（前Twitter）（日語）
- （中村繪里子普及委員会）的X（前Twitter）（日語）